# コント村
コント村（コントむら）とは、所属芸能事務所の垣根を越えてコントを愛するユニットである。

## 解説
「ミュージシャンでは、テレビで露出が少なくても食えているミュージシャンがいる。俳優でも、それほど有名じゃなくても食える俳優がいる。コント師でも、知名度が低くても食えるコント師を増やしたい」という理念から、若手コント師たちが集まって結成した。

## メンバー
村長は、上田航平（ゾフィー）。
主な村民は、秋山寛貴（ハナコ）、加賀翔（かが屋）、林田洋平（ザ・マミィ）。